# Een taal is een dialect met een leger en een vloot
"Een taal is een dialect met een leger en een vloot" is een aforisme dat het verschil duidt tussen een taal en een dialect. De uitspraak benadrukt het politieke aspect van de perceptie over wat een taal en wat een dialect is. 
Het aforisme is bekend geworden door de Jiddische taalwetenschapper Max Weinreich, die de uitspraak hoorde van een toehoorder bij een van zijn lezingen en in 1945 beschreef in een artikel voor de YIVO.